# Kanton Approuague-Kaw
Kanton Approuague-Kaw is een kanton van het Franse departement Frans-Guyana. Kanton Approuague-Kaw maakt deel uit van het arrondissement Cayenne en telt 826 inwoners (2007). Het kanton heeft een oppervlakte van 12.130 km².

## Gemeenten
Het kanton Approuague-Kaw omvat de volgende gemeente:
- Régina